# Zwischen Abend und Morgen
Zwischen Abend und Morgen er en tysk stumfilm fra 1923 af Arthur Robison.

## Medvirkende
- Werner Krauss
- Agnes Straub
- Elga Brink
- Fritz Rasp
- Alfons Fryland
- Gertrude Welcker